# Pachnobia amatoria
Pachnobia amatoria là một loài bướm đêm trong họ Noctuidae.